# Eduard Streltsov

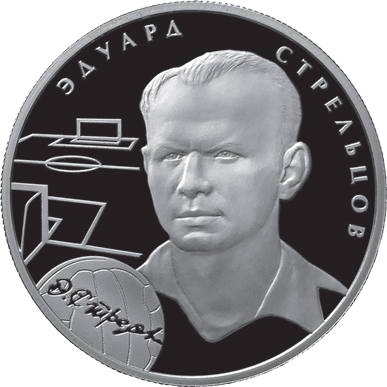
Pièce de 2 roubles où figure le portrait de Streltsov, émise en 2010.

Edouard Anatolievitch Streltsov (en russe : Эдуард Анатольевич Стрельцов) est un footballeur soviétique, né le 21 juillet 1937 à Perovo (quartier de Moscou), décédé le 22 juillet 1990 à Moscou.
Streltsov est considéré, avec Lev Yachine, comme le plus grand joueur soviétique de tous les temps. Maître émérite des sports de l'URSS (1957), surnommé « le Pelé russe », il aurait pu prétendre au titre de meilleur joueur du monde, si sa carrière n'avait été interrompue durant sept ans à la suite d'une accusation de viol, qui semble être un complot ourdi par le KGB, en 1958,,,,,,.

## Biographie
Eduard Streltsov commença sa carrière au Torpedo Moscou, en 1953 (junior), et intégra l'équipe fanion en 1954. En 1956, il fut champion Olympique au tournoi de Melbourne (sans pour autant disputer la finale, quoi qu’ayant qualifié son équipe pour celle-ci). En 1958, à la veille du championnat du Monde en Suède, Streltsov totalisait 18 buts pour 21 sélections nationales officielles (en incluant les rencontres olympiques et amicales, le total était de 37 buts pour 30 sélections). On pourrait porter le total à 41, si quatre buts - valables - marqués contre la Hongrie (1955, 1956, 1957) et l'Allemagne (1956) avaient été validés. De même, si l'on inclut le nombre total de rencontres disputées (informelles et officielles) avec la sélection soviétique, du 5 février 1955 au 24 mai 1958, on arrive à  un total de 63 buts pour 39 rencontres, soit une moyenne de 1,61 but/match. De ce point de vue, on peut parler de record mondial pour l'époque (plus d'un but par match).
Arrêté pour un viol présumé, avec Boris Tatushin et Mikhaïl Ogonkov, il est condamné à douze ans de camp disciplinaire (le procureur en avait demandé dix-huit) en juillet 1958. Après quatre ans et demi de camp disciplinaire, Streltsov fut libéré en février 1963, rejoue pour son ancien club Torpedo Moscou, en 1964 (équipe réserve), et 1965 (équipe première), avant de rejoindre, en octobre 1966, la sélection nationale. En 1965, lors de son retour, il conduisit son équipe au titre de champion d'URSS (cette même année, il fut classé meilleur joueur soviétique à égalité avec Valeri Voronine, son partenaire de club). Streltsov a manqué la Coupe du monde de football de 1966 en Angleterre parce que sous la loi soviétique de l'époque, il lui était interdit de quitter le pays après avoir purgé une peine de prison. En 1967 et 1968, il fut sacré meilleur joueur d'URSS (il l'avait déjà été en 1957), meilleur buteur en 1968 (21 buts), vainqueur de la Coupe d'URSS la même année. Il mit fin à sa carrière en 1970, à la suite d'une blessure (rupture du tendon d'Achille). En 1974, il devint entraîneur des jeunes du Torpedo. De même, il continua la pratique du football avec la sélection des anciens internationaux soviétiques.
Il est décédé à l'âge de 53 ans d'un cancer de la gorge (peut-être contracté à Tchernobyl, en 1986, après un match de charité au profit des victimes). Streltsov est enterré au cimetière Vagankovo.

### Hommage et postérité
En 1997, le club de Torpedo (pour lequel il marqua plus de 100 buts) a décidé de donner le nom de Streltsov au stade du club.

## Statistiques
| Saison                | Club                  | Championnat           | Championnat | Championnat | Coupe(s) nationale(s) | Coupe(s) nationale(s) | Compétition(s) continentale(s) | Compétition(s) continentale(s) | Compétition(s) continentale(s) | Tournoi d'Hiver | Tournoi d'Hiver | Spartakiad (Moscou) | Spartakiad (Moscou) | Union soviétique | Union soviétique | Total | Total |
| Saison                | Club                  | Division              | M.          | B.          | M.                    | B.                    | Comp.                          | M.                             | B.                             | M.              | B.              | M.                  | B.                  | M.               | B.               | M.    | B.    |
| 1953                  | Torpedo B             | ?                     | ?           | ?           | -                     | -                     | -                              | -                              | -                              | -               | -               | -                   | -                   | -                | -                | -     | -     |
| 1954                  | Torpedo Moscou        | D1                    | 22          | 4           | 2                     | 0                     | -                              | -                              | -                              | -               | -               | -                   | -                   | -                | -                | 24    | 4     |
| 1955                  | Torpedo Moscou        | D1                    | 22          | 15          | 1                     | 0                     | -                              | -                              | -                              | -               | -               | -                   | -                   | 4                | 7                | 27    | 22    |
| 1956                  | Torpedo Moscou        | D1                    | 22          | 12          | -                     | -                     | -                              | -                              | -                              | -               | -               | 4                   | 1                   | 8                | 4                | 34    | 17    |
| 1957                  | Torpedo Moscou        | D1                    | 15          | 12          | 4                     | 6                     | -                              | -                              | -                              | 1+              | 2+              | -                   | -                   | 8                | 7                | 28    | 27    |
| 1958                  | Torpedo Moscou        | D1                    | 8           | 5           | -                     | -                     | -                              | -                              | -                              | -               | -               | -                   | -                   | 1                | 0                | 9     | 5     |
| Sous-total            | Sous-total            | Sous-total            | 89          | 48          | 7                     | 6                     | -                              | -                              | -                              | 1+              | 2+              | 4                   | 1                   | 21               | 18               | 122   | 75    |
| 1963                  | Zil's DTS             | FL                    | ?           | ?           | -                     | -                     | -                              | -                              | -                              | -               | -               | -                   | -                   | -                | -                | -     | -     |
| 1964                  | Torpedo B             | ?                     | ?           | ?           | -                     | -                     | -                              | -                              | -                              | -               | -               | -                   | -                   | -                | -                | -     | -     |
| 1965                  | Torpedo Moscou        | D1                    | 26          | 12          | -                     | -                     | -                              | -                              | -                              | -               | -               | -                   | -                   | -                | -                | 26    | 12    |
| 1966                  | Torpedo Moscou        | D1                    | 31          | 12          | 5                     | 5                     | C1                             | 2                              | 0                              | -               | -               | -                   | -                   | 3                | 1                | 41    | 18    |
| 1967                  | Torpedo Moscou        | D1                    | 20          | 6           | 3                     | 1                     | C2                             | 4                              | 3                              | -               | -               | -                   | -                   | 12               | 6                | 39    | 16    |
| 1968                  | Torpedo Moscou        | D1                    | 33          | 21          | 6                     | 3                     | C2                             | 3                              | 0                              | -               | -               | -                   | -                   | 2                | 0                | 44    | 24    |
| 1969                  | Torpedo Moscou        | D1                    | 11          | 0           | 2                     | 0                     | -                              | -                              | -                              | -               | -               | -                   | -                   | -                | -                | 13    | 0     |
| 1970                  | Torpedo Moscou        | D1                    | 12          | 0           | 2                     | 0                     | -                              | -                              | -                              | -               | -               | -                   | -                   | -                | -                | 14    | 0     |
| Sous-total            | Sous-total            | Sous-total            | 133         | 51          | 18                    | 9                     | -                              | 9                              | 3                              | 1+              | 2+              | 4                   | 2                   | 17               | 7                | 182   | 74    |
| Total sur la carrière | Total sur la carrière | Total sur la carrière | 222         | 99          | 25                    | 15                    | -                              | 9                              | 3                              | 1+              | 2+              | 4                   | 2                   | 38               | 25               | 299   | 146   |

## Palmarès
Union soviétique
- Champion olympique en 1956.

 Torpedo Moscou
- Champion d'Union soviétique en 1965.
- Vainqueur de la Coupe d'Union soviétique en 1968.

Récompenses individuelles
- Footballeur soviétique de l'année en 1957, 1967 et 1968.
- Meilleur buteur du Championnat Soviétique en 1955 (15 buts en 22 matchs).
- Co-meilleur buteur de la Coupe d'Union Soviétique en 1957 (6 buts en 4 matchs) avec Vasiliy Buzunov.

## Décorations
- Ordre de l'Insigne d'honneur (1957)

## Divers
Il existe 2 films en russe qui retracent la vie de Streltsov :
- «В созвездии Стрельца» : Dans la constellation du Sagittaire, sorti en 2018 de Dmitrii Vlaskin
- Streltsov de Ilya Ouchitel avec Alexandre Petrov dans le rôle principal sorti en 2020.